# Rhizocybe
Rhizocybe Vizzini, G. Moreno, P. Alvarado & Consiglio – rodzaj grzybów z rzędu pieczarkowców (Agaricales).

## Systematyka i nazewnictwo
Pozycja w klasyfikacji według Index Fungorum:  Rhizocybe, Incertae sedis, Agaricales, Agaricomycetidae, Agaricomycetes, Agaricomycotina, Basidiomycota, Fungi.
Gatunki
- Rhizocybe alba Y.X. Ding & E.J. Tian 2017
- Rhizocybe albidaa (G. Stev.) J.A. Cooper 2015
- Rhizocybe pruinosa (P. Kumm.) Vizzini, P. Alvarado & G. Moreno 2015 – tzw. lejkówka oszroniona
- Rhizocybe rhizoides (H.E. Bigelow & Hesler) Vizzini, P. Alvarado & G. Moreno 2015
- Rhizocybe vermicularis (Fr.) Vizzini, P. Alvarado, G. Moreno & Consiglio 2015 – tzw. lejkówka modrzewiowa

Wykaz gatunków i nazwy naukowe według Index Fungorum. Nazwy polskie według W. Wojewody